# The Missing Links
The Missing Links est un groupe australien de garage rock actif entre 1964 et 1966. En dépit de son existence éphémère, il occupe une place importante dans l'histoire du rock australien en raison du caractère brut et sauvage de sa musique qui en fait un précurseur du mouvement punk.

## Histoire

### Première incarnation (1964-1965)
En 1963, le chanteur-guitariste Peter Anson et le batteur Danny Cox jouent ensemble avec un autre guitariste au sein d'un trio sans nom. Abandonnés par ce troisième musicien, ils décident de recruter des musiciens via les petites annonces du Sydney Morning Herald. Ils sont ainsi rejoints par le bassiste Ronnie Peel (en) et le guitariste Dave Boyne, deux anciens membres du groupe de surf music The Mystics. Un deuxième chanteur, Bob Brady, vient compléter la formation.
Le groupe tire son nom d'une remarque que leur fait un promoteur. En voyant les cheveux longs des musiciens, il les compare à des croisements de singe et d'homme. Ils adoptent aussitôt pour nom « The Missing Links », c'est-à-dire « les chaînons manquants ».
Cette première incarnation du groupe se fait un nom dans les boîtes de nuit de Sydney. Elle participe notamment au concert organisé au Sydney University Theatre le 15 novembre 1964 pour soutenir la rédaction du magazine Oz. Ayant décroché un contrat avec la maison de disques Parlophone, les Missing Links sortent leur premier 45 tours, We 2 Should Live, en mars 1965.

### Deuxième incarnation (1965-1966)
Au cours des mois qui suivent, le groupe se disperse progressivement. Dave Boyne est remplacé par John Jones dès le mois de mars, puis c'est au tour de Danny Cox, remplacé à la batterie par le Néo-Zélandais Andy James (en), également chanteur. Peter Anson part fonder un nouveau groupe, The Syndicate, tandis que Ronnie Peel part rejoindre les Pleazers, un groupe de Brisbane. Le dernier membre original des Missing Links, Bob Brady, les quitte peu après.
La place de guitariste est brièvement occupée par Dave Longmore, qui introduit l'usage de l'effet Larsen dans la musique du groupe. Il est remplacé par un vieil ami de Dave Boyne, Doug Ford (en). Un roadie du groupe, Chris Gray, les rejoint comme claviériste, et la deuxième incarnation des Missing Links est complétée par le recrutement de la section rythmique des Showmen : Ian Thomas à la basse et Baden Hutchins à la batterie.
Les nouveaux Missing Links signent chez Philips et publient rapidement deux singles, You're Driving Me Insane en août 1965 et Wild About You en septembre. Un album est enregistré tout aussi rapidement dans des conditions rudimentaires : le groupe se passe de producteur et utilise la cage d'ascenseur des studios de Philips comme chambre d'écho. Il est publié au mois de décembre, peu après un troisième single, H'tuom Tuhs, qui est une reprise de Mama Keep Your Big Mouth Shut de Bo Diddley passée à l'envers.
Des tensions naissent au sein du groupe, qui entraînent le départ de Chris Gray au début de l'année 1966. Thomas et Hutchins le suivent peu après, lassés du manque de professionnalisme des autres membres. C'est sous la forme d'un quatuor que les Missing Links enregistrent leur dernier disque, un EP de quatre chansons intitulé Links Unchained. Ils se séparent au mois d'août 1966.

### Postérité
Plusieurs membres des Missing Links restent actifs dans le monde de la musique après la fin du groupe. Andy James et Doug Ford quittent Sydney pour Melbourne et forment l'éphémère Running Jumping Standing Still avant que le second ne rejoigne The Masters Apprentices en 1968. James reprend par la suite son nom de naissance, Andy Anderson, et fait carrière d'acteur à la télévision australienne.
En 1976, le groupe punk The Saints enregistre une reprise de Wild About You sur son premier album, (I'm) Stranded. La même année, une reprise de You're Driving Me Insane par Graham Matters apparaît dans la bande originale du film Oz (en). La maison de disques australienne Raven Records (en) réédite l'album des Missing Links en 1986.

## Membres
- Peter Anson : guitare, chant (1964-1965)
- Dave Boyne : guitare (1964-1965)
- Bob Brady : chant, percussions (1964-1965)
- Danny Cox : batterie (1964-1965)
- Ronnie Peel (en) : basse, harmonica (1964-1965)
- David Longmore : guitare (1965)
- Frank Kennington : chant (1965)
- Col Risby : guitare (1965)
- Doug Ford (en) : guitare (1965-1966)
- Chris Gray : claviers (1965-1966)
- Baden Hutchins : batterie (1965-1966)
- Andy James (en) : chant, percussions (1965-1966)
- John Jones : guitare, chant (1965-1966)
- Ian Thomas : basse (1965-1966)

## Discographie

### Singles
- mars 1965 : We 2 Should Live / Untrue (Parlophone)
- août 1965 : You're Driving Me Insane / Something Else (Philips)
- septembre 1965 : Wild About You / Nervous Breakdown (Philips)
- octobre 1965 : H'tuom Tuhs Part 1 / H'tuom Tuhs Part 2 (Philips)